# YMVK mb
De YMvK mb is een soort elektriciteitskabel.
De YMvK mb wordt gebruikt in vaste aanleg en in bovengrondse en ondergrondse laagspanningsinstallaties en kan worden toegepast in alle ruimtes. Deze kabel wordt veelal toegepast in installaties waaraan hoge eisen worden gesteld qua brandveiligheid (de mb staat ook voor moeilijk brandbaar). Tevens is de kabel toepasbaar in installaties waarin tijdelijk een grotere stroombelasting kan optreden.
Er bestaat ook een YMvK mb ss-kabel. Deze kabel werd in 1999 in Nederland geïntroduceerd als soepele variant voor de massieve YMvK mb. De kabel heeft ook een klasse 2-geleider maar is opgebouwd met fijnaderige flexibele geleider. Door de soepele opbouw is de kabel gemakkelijker verwerkbaar.
Tegenwoordig is er ook nog de YMvK as mb-kabel. Deze kabel heeft na zijn eerste (grijze) isolatielaag een ijzeren mantel die aangesloten wordt op de aarde. 'As' staat dan ook voor "aardscherm". In industriële installaties wordt deze kabel ook boven de grond toegepast om voor een veiligere werkomgeving te zorgen.

## Opbouw
- Aders: massief, samengeslagen of sectorvormig blank koper klasse 1 of 2
- Aderisolatie: XLPE
- Adercodering: HD 308 S2
- Bedding: pvc
- Buitenmantel: pvc, moeilijk brandbaar (buitenmantelkleur: grijs/zwart)
- Aderdiameter: 1,5 t/m 400 qmm (aderaantal: t/m 37)
- Opvulling: pvc-compound (bij sectorvormige aders en meeraderige kabels (n>5) wordt de ziel met een kunststof tape omwikkeld)
- Nominale spanning: tot 1000 V

## Technische gegevens
- Bedrijfsspanning: 600 / 1000 V
- Testspanning: 3500 V
- Buigradius: 7 x diameter
- Max. adertemperatuur: +90 °C
- Min./Max. installatietemperatuur: 0 tot +80 °C
- Min./Max. bedrijfstemperatuur: -40 tot +80 °C